# Miniopterus aelleni
Miniopterus aelleni là một loài dơi thuộc chi Miniopterus thường xuất hiện ở Anjouan, Comoros và ở phía Bắc, phía Tây Madagascar.
Đây là một loài dơi màu nâu nhỏ; chiều dài cẳng tay là 35 đến 41 mm (1,4 đến 1,6 inch). Chân dài (vành tai nhọn) có một chân rộng, đầu nhọn và tròn. Màng uropatagium (màng đuôi) hơi thưa. Vòm miệng phẳng, có những khoảng cách giữa hai răng nanh và răng hàm mặt rõ rệt.
Họ của loài này trước đây được bao gồm Miniopterus manavi, nhưng các bằng chứng được công bố vào năm 2008 và 2009 chỉ ra rằng M. manavi là một phức hợp của năm loài riêng biệt, bao gồm cả Miniopterus aelleni mới được mô tả, Miniopterus aelleni đã được tìm thấy trong rừng và ở khu vực tỉnh Kars. Sự phân bố của nó rất khớp với nhau, Miniopterus griveaudi trước đây cũng bao gồm trong Miniopterus manavi.

## Phân loại
Trong một đóng góp năm 1995 cho Faune de Madagascar về các loài dơi Malagasy, Randolph Peterson và các cộng sự đã liệt kê bốn loài Miniopterus ở hai quốc gia Madagascar và Comoros gần đó, bao gồm loài Smallopterus manavi nhỏ với sự phân bố rộng rãi trên Madagascar và Comoros. Tuy nhiên, trong suốt thập kỷ đầu của thế kỷ 21, các nghiên cứu đã cho thấy Miniopterus, một loài phổ biến rộng rãi trong Cựu thế giới, có nhiều loài hơn so với trước đây. Một nghiên cứu năm 2008 so sánh các trình tự của cytochrome b và dấu hiệu D-loop tìm thấy hai nhóm khác biệt, không liên quan trong manavi được cho là từ giả thiết Manốt; cả hai nhóm cũng được tìm thấy trên Madagascar. Năm tiếp theo, Steven Goodman và các đồng nghiệp đã quay trở lại nhóm với việc thu thập mẫu trên Madagascar nhiều hơn. Họ tách ba loài trong "M.manavi" cũ: M. manavi ở Tây Nguyên, M. griveaudi (trước đây là phân loài của M. manavi) ở Anjouan, Grande Comore, và ở phía bắc, ở phía tây Madagascar với mô tả mới Miniopterus aelleni ở Anjouan, Madagascar. Tên cụ thể là aelleni nhằm vinh danh Villy Aellen của Bảo tàng Lịch sử tự nhiên Geneva, người đã nghiên cứu nhiều loài dơi ở châu Phi. Với M. aelleni, Goodman và các đồng nghiệp tìm thấy một số khác biệt (3,4% trình tự phân kỳ trong chuỗi cytochrome b) giữa các cá thể từ Montagne d'Ambre ở phía bắc Madagascar và những cá thể khác từ Anjouan, Ankarana, gần Montagne d'Ambre; sự phân chia sắc tố tế bào giữa M. aelleni và các loài Miniopterus khác ở Malagasy là 7 đến 10%.
Cuối năm 2009, Goodman và các đồng nghiệp mô tả thêm hai loài M. manavi giống như Malaguard Miniopterus: M. brachytragos từ phía bắc Madagascar và M. mahafaliensis từ phía tây nam. Trên cơ sở các trình tự cytochrome b, họ phát hiện ra rằng Magellan có quan hệ gần nhất với một nhóm của M. brachytragos, M. manvi, và một số loài khác của Malagasy mới đây, M. petersoni. Năm loài được biết đến của loài dơi giống M.manavi không phải là họ hàng gần nhất của nhau, nhưng dường như đã có được những điểm tương đồng thông qua sự tiến hóa hội tụ. Ở một số nơi (ví dụ như Namoroka) có bốn loài dơi M. manavi, bao gồm M. aelleni, chúng xuất hiện cùng nhau.

## Miêu tả
| Đảo | n  | Tổng chiều dài | Đuôi         | Chân sau  | Răng      | Tai          | Cánh         | Khối lượng    |
| --- | -- | -------------- | ------------ | --------- | --------- | ------------ | ------------ | ------------- |
| Anjouan                                                                                                   | 5  | 89,8 (88–91)   | 43,4 (41–46) | 5,2 (5–6) | 6,0 (6–6) | 10,6 (10–11) | 38,2 (37–39) | 5,6 (4,7–6,5) |
| Madagascar                                                                                                | 12 | 90,7 (88–95)   | 42,1 (40–45) | 6,1 (5–7) | 6,1 (5–8) | 11,1 (10–12) | 38,8 (35–41) | 4,6 (3,9–6,5) |
| Tất cả các phép đo có dạng "trung bình (tối thiểu-tối đa)" và tính theo milimét, trừ khối lượng bằng gam. |    |                |              |           |           |              |              |               |

Miniopterus aelleni là một loài Miniopterus nhỏ, màu nâu. Đầu có thể hơi nhẹ hơn so với cơ thể. Một số lông ở dưới da có màu vàng. Miniopterus griveaudi có màu tương tự, nhưng M. manavi là màu sậm hơn và M. brachytragos và M. mahafaliensis có màu nhạt hơn. Chiếc răng (nằm ở bên trong vòm miệng) tai dài và có một bộ định vị âm thanh với một đỉnh nhọn ở bên cạnh, mũi tròn. Ở M. manavi và M. griveaudi, ngược lại, tai hẹp hơn, M. mahafaliensis, hai mặt của nó là song song, và M. brachytragus có một, sọ mòn hơi thưa với lông ngắn. Màng cánh cũng có màu nâu, nhưng uropatagium nhẹ hơn. Màng cánh và uropatagium được gắn vào chân trên ở cùng một vị trí, trên mắt cá chân. Uropatagium được phủ kín bằng lông mỏng nhưng có thể nhìn thấy được. Ngược lại, M. manavi, M. mahafaliensis, và M. brachytragos che phủ uropatagens dày đặc và M. griveaudi gần như là không thể thấy được. Cá thể từ Anjouan có chân sau ngắn hơn đáng kể so với cá thể ở Madagascar, hai quần thể không thể phân biệt dựa trên đặc điểm bên ngoài.
So với sọ của hươu cao cổ (phía trước) ngắn và có đường thẳng, dài hơn các loài khác giống manavi. Rãnh trung tâm trong khoang mũi tương đối hẹp. Xương mặt trước tròn và có một bộ xương sagittal phát triển tốt. Phía trên vỏ não, lambdoid cũng phát triển nổi bật. Phần giữa vòm miệng phẳng, như ở M. manavi nhưng khác với M. brachytragos, M. griveaudi, và M. mahafaliensis, có vòm miệng cong. Ở bên của vòm miệng là một cột sống dài, mỏng. Miniopterus aelleni có 36 răng trong nghiên cứu y khoa {\displaystyle {\tfrac {2.1.2.3}{3.1.3.3}}}(hai răng cửa, một răng nanh, hai răng hàm, và ba răng hàm ở cả hai răng trên cùng và ba răng cửa, một răng nanh, ba răng hàm, và ba răng hàm trên răng nanh dưới). Phía sau C1, răng nanh song song, không phân biệt giống như M. manavi. Hàm trên thứ ba (M3) được nén nhiều hơn ở M. manavi và M. griveaudi. Trong một số phép đo về sọ và răng, mẫu Anjouan lớn hơn Madagascar.
Động vật một karyotype có 46 lần nhiễm sắc thể, với tổng cộng 50 cánh tay chính trên autosomes (nhiễm sắc thể không phải ở giới tính của chúng).
Kariotype được bảo tồn trong số các loài Miniopterus; số lượng nhiễm sắc thể và cánh tay của loài này giống hệt các loài M. aelleni, Malagasy M. griveaudi và M. gleni, và thậm chí là M. fuliginosus ở châu Á.

## Phân bố và sinh thái
Miniopterus aelleni sống ở độ cao từ 4 đến 225 m (13–738 ft) so với mực nước biển ở phía bắc và phía tây Madagascar, ở Montagne d'Ambre, phía bắc Madagascar, ở độ cao 1.100 m và với độ cao từ 220 đến 690 m (720 đến 2.260 ft) trên vùng Anjouan ở Comoros gần đó. Tại Madagascar, loài này đã được tìm thấy trong rừng và hang động trong vùng núi đá vôi; sự phân bố của chúng khớp với nhau và M. griveaudi cả hai đã được tìm thấy trong cùng một nơi. Trên Anjouan, M. aelleni ít phổ biến hơn M. griveaudi; ở đó, cả hai loài chỉ được nghiên cứu từ bốn mẫu vật, tất cả được thu thập trong năm 2006. Chúng được tìm thấy từ hai địa điểm gần đó: một khu vực gần sông và khu rừng hoang. Những loài này, được phát hiện vào cuối tháng 11, nằm trong điều kiện sinh sản, với hai cá thể mang thai và một cá thể thứ ba. Hai loài M. griveaudi đã sinh sản trong cùng lúc một lúc, cho thấy rằng các mùa sinh sản của hai loài này không khác biệt đáng kể. Mặc dù một số dữ liệu sinh thái và nơi ở của chúng đã được phát hiện trên loài Miniopterus manavi, sự công nhận của một số loài bí ẩn trong nhóm này, nhiều hơn một trong số đó có thể xảy ra ở bất kỳ nơi nào, làm cho mối liên kết của những dữ liệu này với bất kỳ cá thể của loài này không chắc chắn. Tuy nhiên, loài Miniopterus thường ăn côn trùng. Vì loài Melleni được phát hiện ở nhiều nơi và xuất hiện ở nhiều khu vực được bảo vệ trên Madagascar, Goodman và các đồng nghiệp đã cho rằng tình trạng bảo tồn của nó là an toàn.

## Trích dẫn
- Goodman, S.M., Maminirina, C.P., Weyeneth, N., Bradman, H.M., Christidis, L., Ruedi, M. and Appleton, B. 2009a. The use of molecular and morphological characters to resolve the taxonomic identity of cryptic species: the case of Miniopterus manavi (Chiroptera: Miniopteridae) Lưu trữ ngày 9 tháng 12 năm 2012 tại archive.today (subscription required). Zoologica Scripta 38:339–363.
- Goodman, S.M., Maminirina, C.P., Bradman, H.M., Christidis, L. and Appleton, B. 2009b. The use of molecular phylogenetic and morphological tools to identify cryptic and paraphyletic species: Examples from the diminutive long-fingered bats (Chiroptera: Miniopteridae: Miniopterus) on Madagascar. American Museum Novitates 3669:1–34.
- Goodman, S.M., Weyeneth, N., Ibrahim, Y., Saïd, I. and Ruedi, M. 2010. A review of the bat fauna of the Comoro Archipelago (subscription required). Acta Chiropterologica 12(1):117–141.
- Nowak, R.M. 1994. Walker's Bats of the World. Baltimore: The Johns Hopkins University Press, 287 pp. ISBN 978-0-8018-4986-2
- Peterson, R.L., Eger, J.L. and Mitchell, L. 1995. Chiroptères. Faune de Madagascar 84:1–204 (bằng tiếng Pháp).
- Richards, L.R., Rambau, R.V., Lamb, J.M., Taylor, P.J., Yang, F., Schoeman, M.C. and Goodman, S.M. 2010. Cross-species chromosome painting in bats from Madagascar: the contribution of Myzopodidae to revealing ancestral syntenies in Chiroptera (subscription required). Chromosome Research 18:635–653.
- Weyeneth, N., Goodman, S.M., Stanley, W.T. and Ruedi, M. 2008. The biogeography of Miniopterus bats (Chiroptera: Miniopteridae) from the Comoro Archipelago inferred from mitochondrial DNA (subscription required). Molecular Ecology 17:5205–5219.